# Eastside Los Angeles
The Eastside este o regiune urbană din Comitatul Los Angeles, California. Include cartierele orașului Los Angeles la est de râul Los Angeles—adică Boyle Heights, El Sereno și  Lincoln Heights—precum și East Los Angeles neîncorporat.

## Comunități

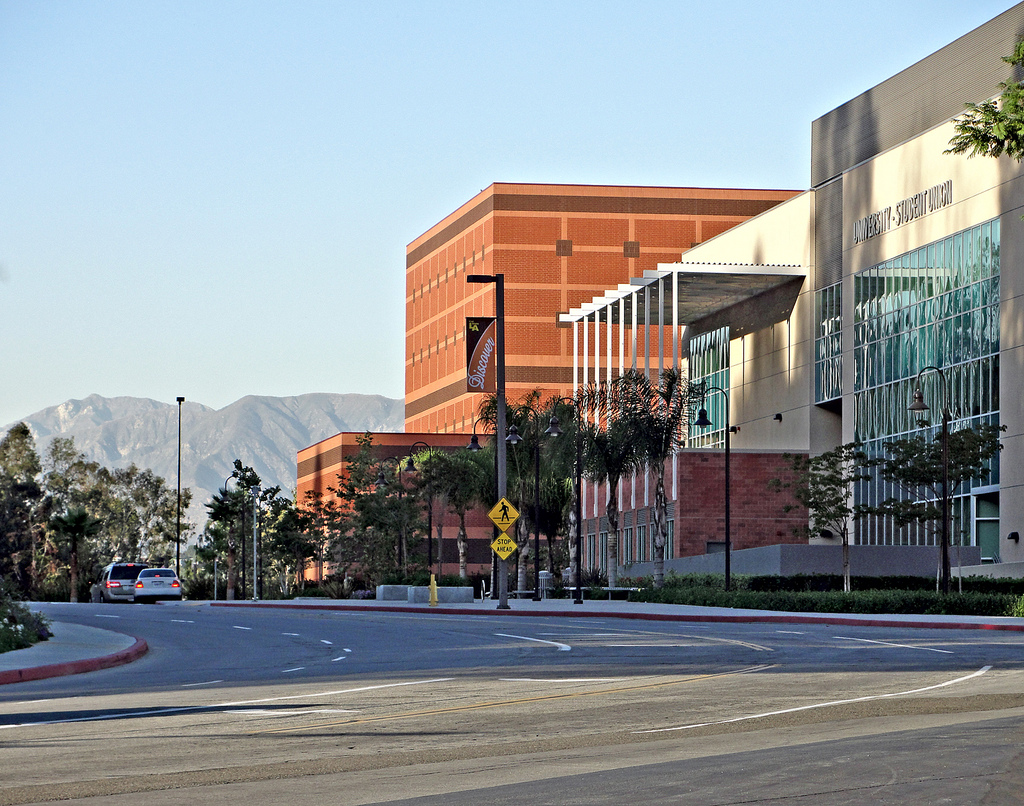
California State University, Los Angeles, Student Union and Luckman Auditorium, 2010

### City of Los Angeles
Zona oficială a Comisiei de planificare a zonei de est a orașului Los Angeles este împărțită în următoarele comunități:
- Boyle Heights
- Lincoln Heights
- El Sereno
- Northeast Los Angeles[4]
  - Atwater Village
  - Cypress Park
  - Eagle Rock
  - Garvanza
  - Glassell Park
  - Hermon
  - Highland Park
  - Montecito Heights
  - Mount Washington
  - Rose Hills
- Silver Lake–Echo Park–Elysian Valley

### Mapping L.A.

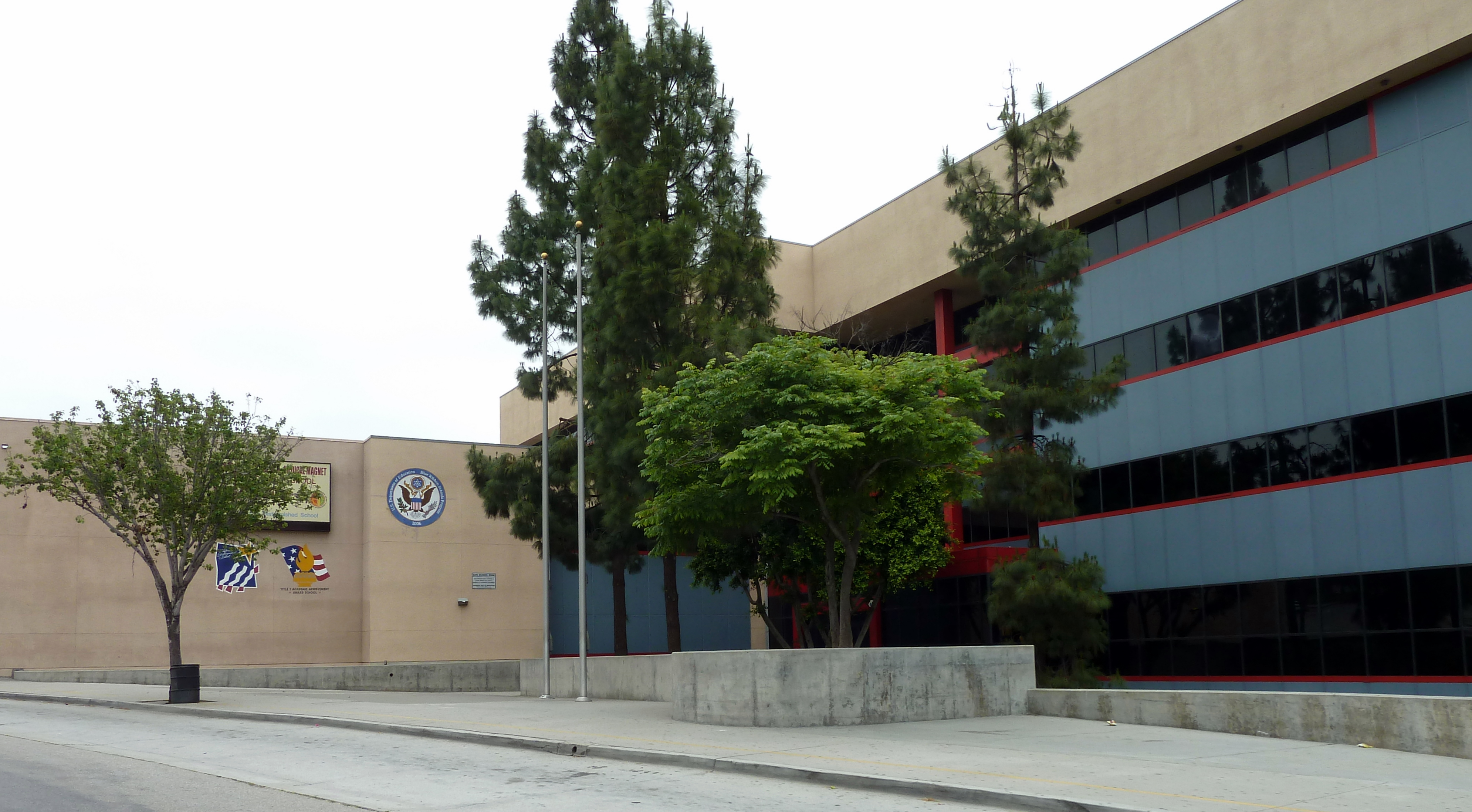
Francisco Bravo Medical Magnet High School

The Mapping L.A. project by the Los Angeles Times lists the following City of Los Angeles neighborhoods in its definition of the Eastside:
- Boyle Heights[6]
- El Sereno
- Lincoln Heights

## Locuri notabile

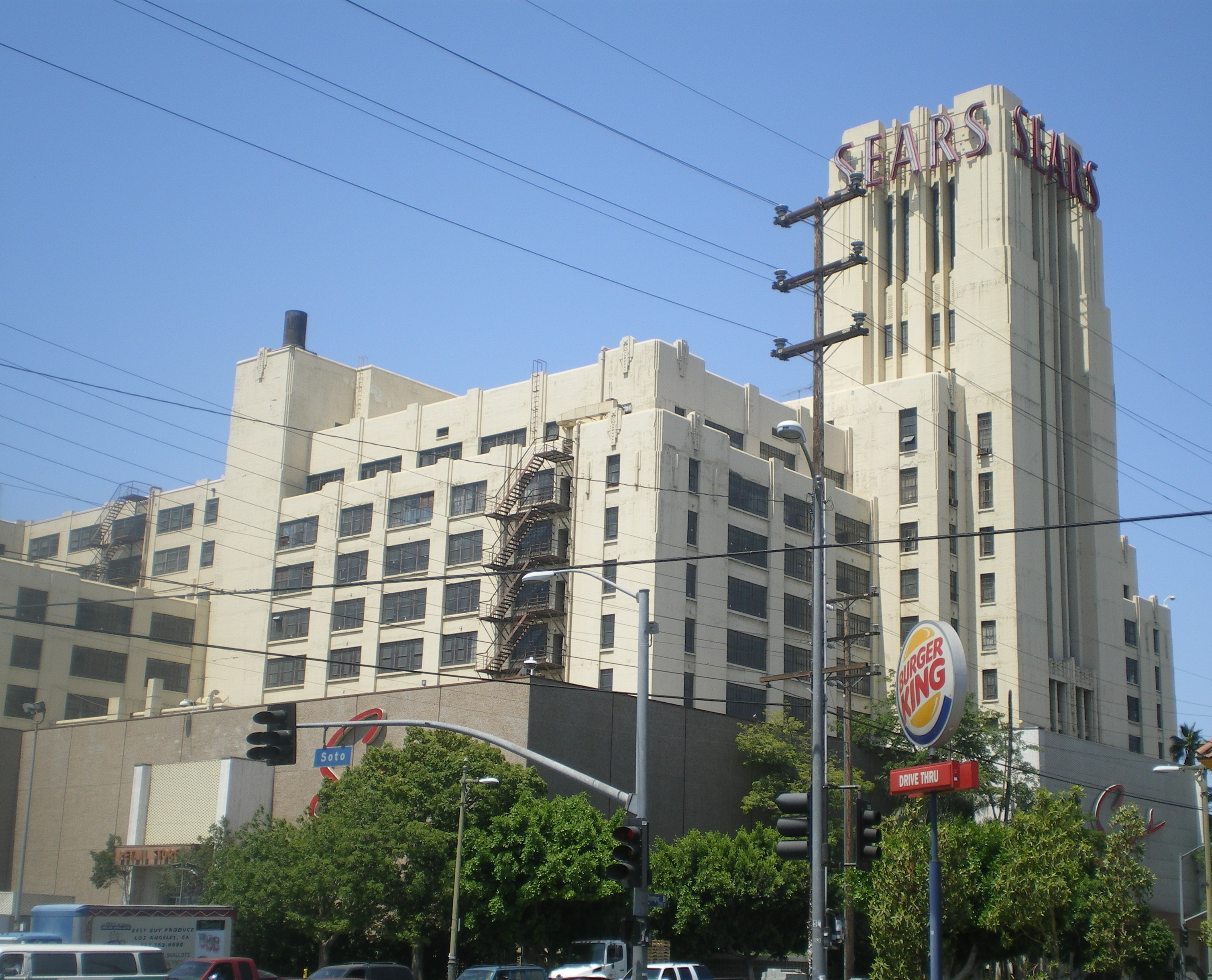
Sears, Roebuck & Company Mail Order Building (Los Angeles, California)

- Latino Walk of Fame - East Los Angeles
- Mariachi Plaza - Boyle Heights
- El Mercado de Los Angeles - Boyle Heights
- Calvary Cemetery (Roman Catholic) - East Los Angeles
- Home of Peace Cemetery (Jewish) - East Los Angeles
- Evergreen Cemetery - Boyle Heights
- Estrada Courts Murals - Boyle Heights
- El Pino (The Pine Tree) - East Los Angeles

## Oameni notabili
- will.i.am (William James Adams, Jr.), muzician, producător, filantrop[7]
- Herb Alpert, trompetist, producător
- Narciso Botello (aproximativ 1813–1889) ofițer al armatei mexicane, membru al Adunării Statului California[8]
- Anthony Quinn, actor[9]
- Howard E. Dorsey, inginer, politician[10]
- Kid Frost, muzician[11]
- John Strother Griffin (1816–1898), chirurg, fondator al East Los Angeles, membru al Los Angeles Common Council[12]
- Oscar De La Hoya, boxer
- Edward James Olmos, actor[13]
- Dan Peña analist financiar pe Wall Street
- Luis J. Rodriguez, scriitor și activist[14]
- Andy Russell, artist internațional de înregistrări
- Hope Sandoval, cântăreață-compozitoare[15]

